# Polyclinum tsutsuii
Polyclinum tsutsuii är en sjöpungsart som beskrevs av Takasi Tokioka 1954. Polyclinum tsutsuii ingår i släktet Polyclinum och familjen klumpsjöpungar. Inga underarter finns listade i Catalogue of Life.